# Никола Грбић (рвач)
Никола Грбић (Сврачково Село, Лика, Хрватска, 2. фебруар 1899 — Буенос Ајрес, 2. децембар 1973) био је рвач и тренер, државни првак 1924, 1927. и 1928. године. На Олимпијским играма 1924. године делио је пето и шесто место. Учесник Европског првенства 1927. године.